# Rafael Cortijo
Rafael Antonio Cortijo Verdejo (* 11. Dezember 1928 in Santurce, Puerto Rico; † 3. Oktober 1982 ebenda) war ein puerto-ricanischer Salsamusiker, Bandleader und Komponist.

## Werdegang
Schon als Kind war Cortijo an afrokaribischer Musik interessiert und lernte von Plena-Musikern Congas uns andere Rhythmusinstrumente zu spielen. Rafael Cortijo wuchs zusammen mit Ismael Rivera im Viertel Villa Palmeras in Santurce auf, die beiden spielten zusammen auf den Fiestas Patronales in ganz Puerto Rico. Nachdem Cortijo eine Zeitlang in Riveras Orquester gespielt hatte, gründete er seine erste eigene Plena Band mit Trompeten- und Saxofonspielern. Rafael Cortijo wurde mit seiner Musik in ganz Lateinamerika bekannt, was unter anderem auch durch den speziellen Sound seiner Perkussion herrührte. In Monterrey, Mexiko, wurde er Mitglied des Conjunto Monterrey. Außerdem arbeitete er für einen Radiosender und war mit dem Daniel Santos Orquesta auf Tour. 1954 wurde er Mitglied der El Gran Combo de Puerto Rico, nachdem sich der Leiter Mario Roman zurückzog. Cortijo übernahm die Leitung. In der Band El Gran Combo de Puerto Rico traf er auf seine alten Freunde Sammy Ayala und Rafael Ithier, welche die Musik von Rafael Cortijo zu ihrem Vorbild nahmen. 1955 stieß auch Ismael Rivera zu dieser Band. In der Zeit von 1955 bis 1960 spielten El Gran Combo de Puerto Rico in der TV Show "La Taberna India". 1962 löste sich das Orquester auf, nachdem Ismael Rivera in Panama wegen Drogenbesitz verhaftet wurde. Später wurde bekannt, dass auch andere Bandmitglieder sich wegen illegalen Drogenbesitzes und Drogenschmuggel strafbar gemacht hatten. Rafael Ithier entschloss sich nach diesen Vorfällen für eine Neugründung der EGC. Später gründete Cortijo mit seiner Nichte Fe Cortijo die Combo „El Bonche“, bis Fe Cortijo eine Solokarriere begann. Nach dem Scheitern dieses Vorhabens wurde Rafael Cortijo zahlungsunfähig. Cortijo und Rivera wanderten nach New York City aus, bis Cortijo nach einer Zeit wieder nach Puerto Rico zurückkehrte. Der Komponist Tite Curet Alonso produzierte eine Comeback-Album mit dem veralteten Salsastar. 1974 spielte EGC für Coco Records wieder in der alten Besetzung zusammen. 1982 starb Cortijo an Pankreaskrebs.